# Palma de Mallorca
Palma – amelyre megkülönböztetésül a más Palma nevű településektől gyakran használják a nem hivatalos, Palma de Mallorca nevet – a Baleár-szigetek székhelye és egyben legnagyobb városa, ahol a sziget lakosságának közel fele él. Repülőtere, a Son Sant Joan reptér nagy forgalmat bonyolít le nyaranta.

## Fekvése
A Földközi-tenger nyugati medencéjében elhelyezkedő Baleár-szigetekhez tartozik.

## Népesség
A település lakosságának változását az alábbi diagram mutatja:
| Lakosok száma | 346 720 | 368 974 | 375 048 | 401 270 | 405 318 | 399 093 | 402 949 | 416 065 | 419 366 | 431 521 |
|               | 2001    | 2004    | 2006    | 2009    | 2011    | 2014    | 2016    | 2019    | 2021    | 2024    |

## Éghajlat
Éghajlata tipikusan mediterrán.
| Hónap                                           | Jan. | Feb. | Már. | Ápr. | Máj. | Jún. | Júl. | Aug. | Szep. | Okt. | Nov. | Dec. | Év   |
| ----------------------------------------------- | ---- | ---- | ---- | ---- | ---- | ---- | ---- | ---- | ----- | ---- | ---- | ---- | ---- |
| Átlagos max. hőmérséklet (°C)                   | 15,4 | 15,5 | 17,2 | 19,2 | 22,5 | 26,5 | 29,4 | 29,8 | 27,0  | 23,7 | 19,3 | 16,5 | 21,9 |
| Átlagos min. hőmérséklet (°C)                   | 8,3  | 8,4  | 9,6  | 11,7 | 15,1 | 19,0 | 22,0 | 22,5 | 20,0  | 16,6 | 12,3 | 9,7  | 14,6 |
| Átl. csapadékmennyiség (mm)                     | 43   | 37   | 28   | 40   | 36   | 11   | 6    | 22   | 52    | 70   | 60   | 48   | 453  |
| Forrás: Agencia Estatal de Meteorología (AEMET) |      |      |      |      |      |      |      |      |       |      |      |      |      |

## Látnivalók
- A homokkőből épült Sa Seu katedrális (szokták még Catedral de Palma vagy Seu de Mallorca néven is említeni), amely a vallási funkciója mellett világi funkciót is betöltött, nevezetesen a kalóztámadások ágyúzásaitól védte széles felületével a várost, 1306-ban kezdték építeni, Antoni Gaudí vitatott átalakításokat hajtott végre rajta
- A székesegyház mellett álló királyi palota, a La Almudaina
- A Bellver-kastély (Castell de Bellver), a 14. századból – eredetileg lenyűgöző királyi erőd, majd nyári rezidencia, később királyi börtön volt. A tengerszint felett 137 méterrel található, ahonnan rá lehet látni szinte az egész városra. A Bellver jelentése katalánul „csodálatos kilátás”.
- Joan Miró szülőháza és grafikai műhelye
- Az Egyháztörténeti Múzeum és az óvárosban található Calatrava labirintus

A városban rengeteg galéria, művészeti múzeum működik. Érdemes gyalog, esetleg kerékpárral mozogni a belvárosban, hiszen a látnivalók gyorsan elérhetőek. A külső negyedekbe autóval vagy busszal lehet eljutni legegyszerűbben. A repülőtér közel esik a fővároshoz, rendszeres autóbuszjáratok kötik össze a belvárossal, és a városhoz tartozó keleti üdülőterületekkel (pl. Platja de Palma és S’Arenal).

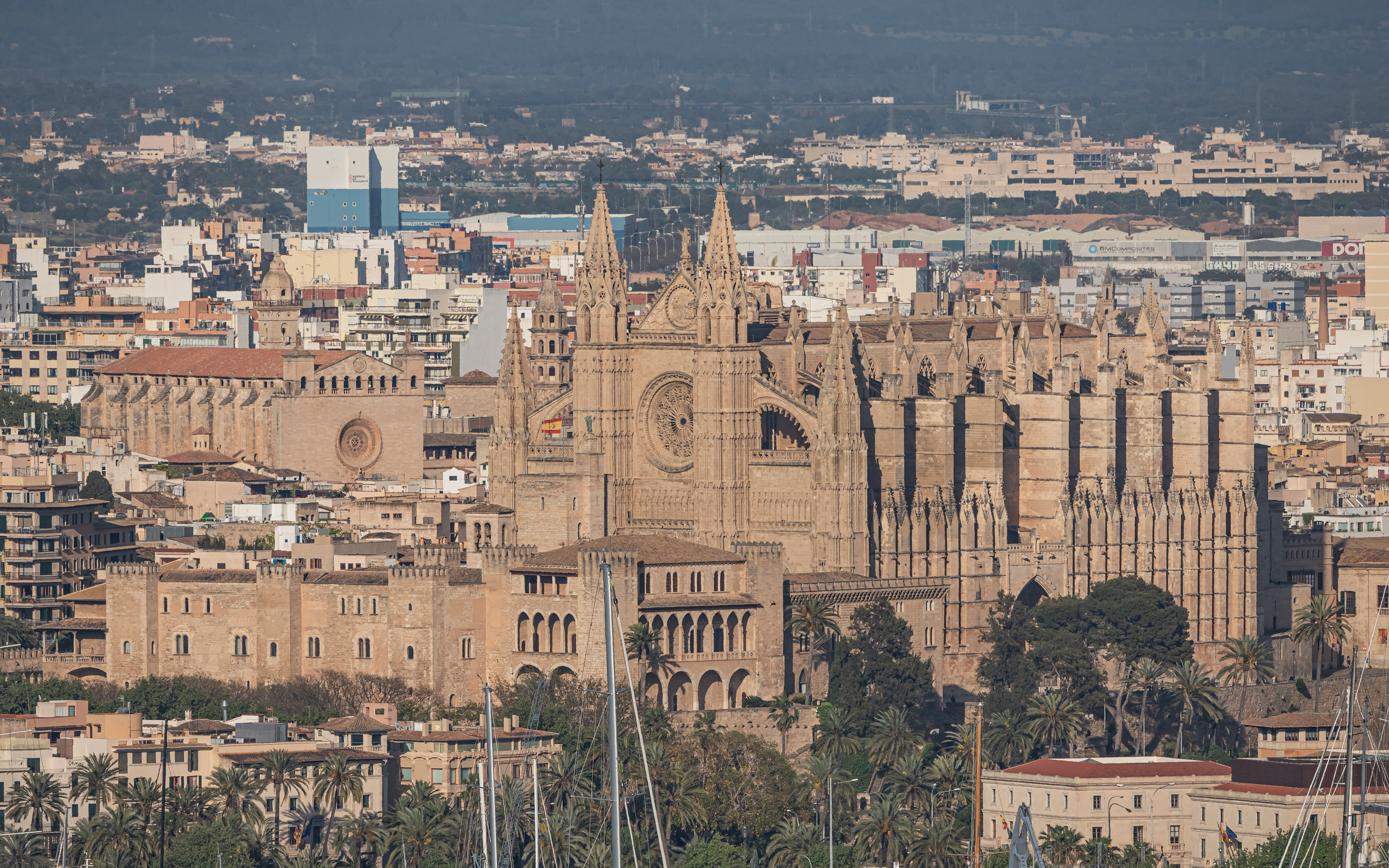
A palmai katedrális
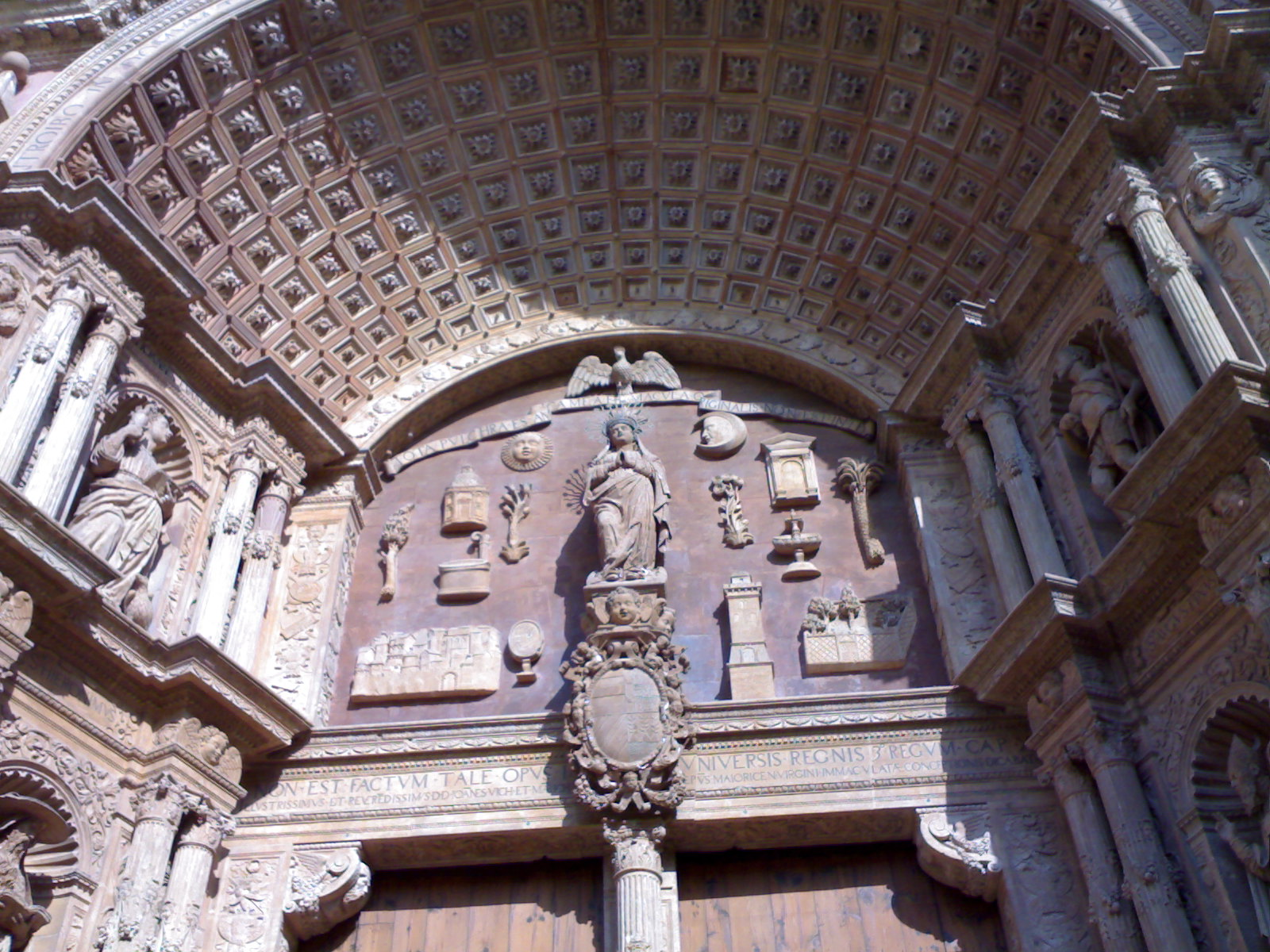
A katedrális ajtódísze
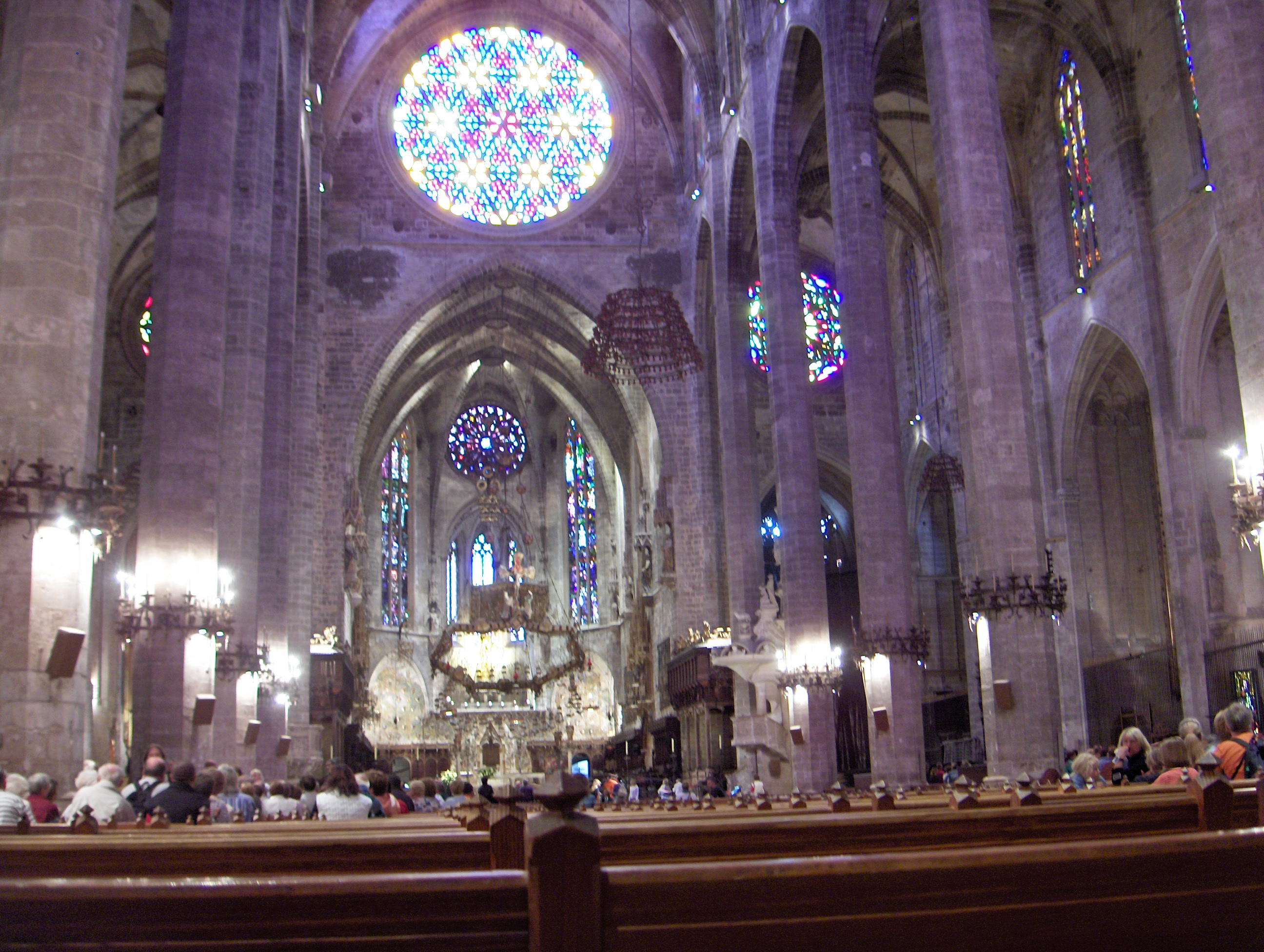
A katedrális belseje
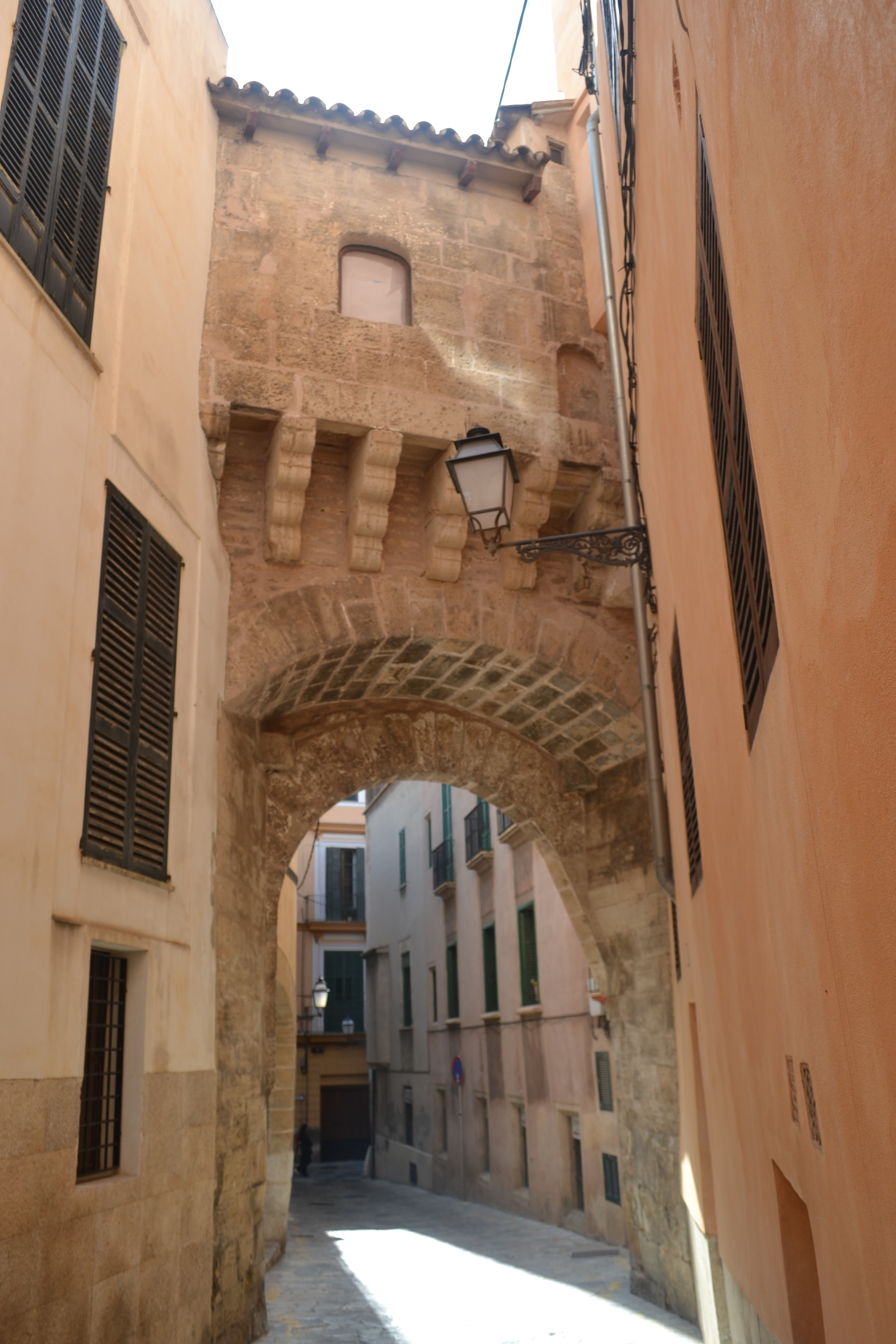
Az Almudaina palota bejárata
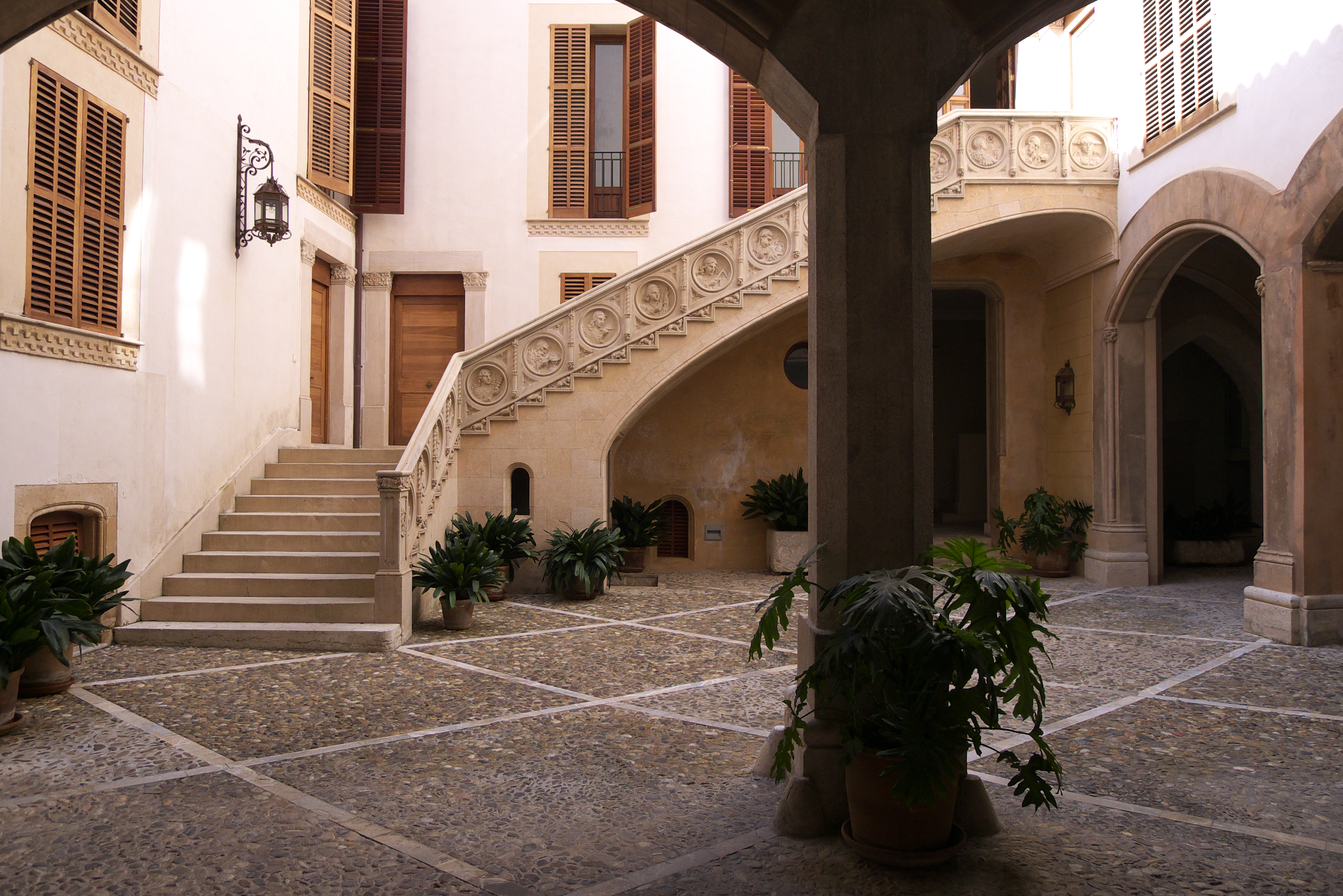
A Can Espanya Serra lépcsősora
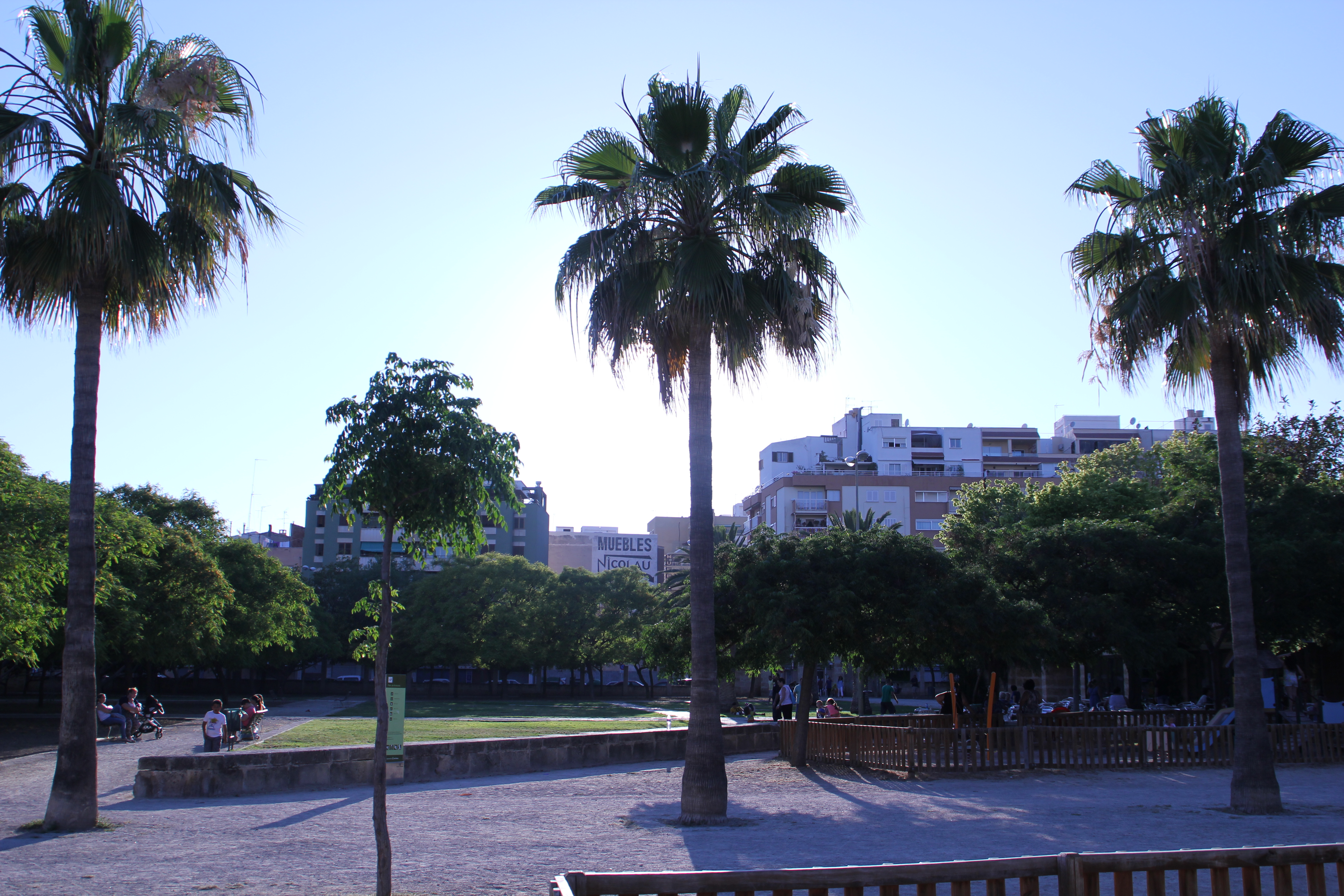
Pálmák
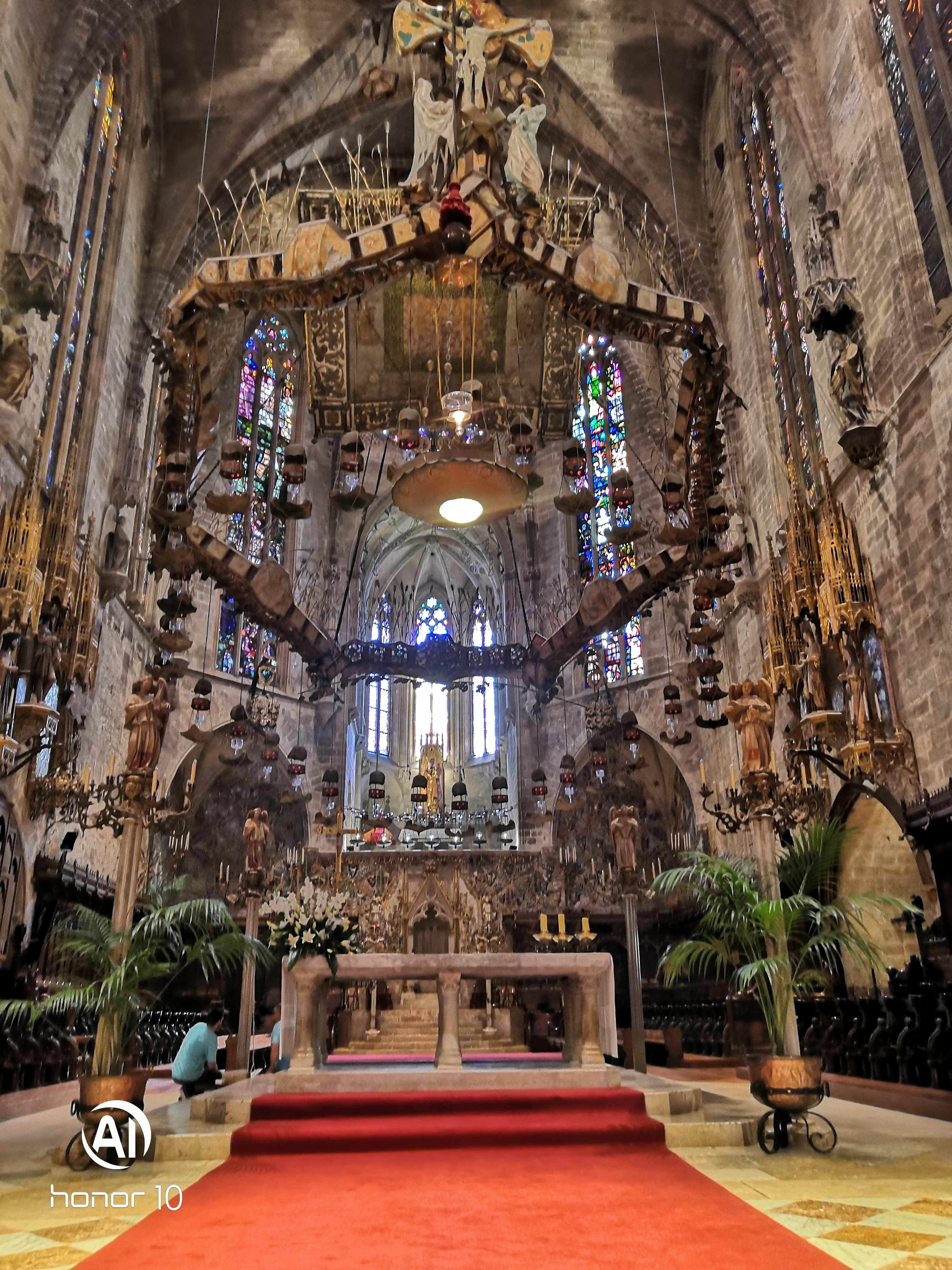
A katedrális belseje

## Közigazgatás
Palmát 5 kerületre (districte) osztották, ezek: Centre, Llevant, Nord, Ponent és Platja de Palma. Ezek a következő főbb városrészeket (nucli) tartalmazzák: Can Pastilla, El Coll d’en Rabassa, El Pil·larí, El Secar de la Real, Establiments, Gènova, L’Aranjassa, La Casa Blanca, La Creu Vermella, La Indioteria, La Vileta, Palma, Platja de Palma, Sant Agustí, Sant Jordi, Son Sant Joan és Son Sardina.
A kisebb városrészek a következők (nevük után zárójelben a kerület neve található):
| - Amanecer (Nord) - Arxiduc (Nord) - Bons Aires (Nord) - Cala Major (Ponent) - Camp Redó (Nord) - Camp d’en Serralta (Ponent) - Can Capes (Llevant) - Can Pastilla (Platja de Palma) - Can Pere Antoni (Platja de Palma) - Cas Capiscol (Nord) - Cort (Centre) - El Coll d’en Rabassa (Platja de Palma) - El Fortí (Ponent) - El Jonquet (Ponent) - El Mercat (Centre) - El Molinar (Platja de Palma) - El Pil·larí (Llevant) - El Sindicat (Centre) - El Terreno (Ponent) - El Vivero (Llevant) - Establiments (Nord) - Estadi Balear (Llevant) - Foners (Llevant) - Gènova (Ponent) - Hostalets (Llevant) - Jaume III (Centre) - La Bonanova (Ponent) - La Calatrava (Centre) - La Indioteria rural (Nord) | - La Indioteria urbà (Nord) - La Missió (Centre) - L’Aranjassa (Llevant) - L’Arenal (Platja de Palma) - La Llonja-Born (Centre) - La Seu (Centre) - La Soledat nord (Llevant) - La Soledat sud (Llevant) - La Teulera (Ponent) - Les Meravelles (Llevant) - L’Olivera (Nord) - Los Almendros-Son Pacs (Ponent) - Mare de Déu de Lluc (Llevant) - Marquès de la Fontsanta (Llevant) - Monti-sion (Centre) - Pere Garau (Llevant) - Plaça de Toros (Nord) - Plaça dels Patins (Centre) - Polígon de Llevant (Llevant) - Portopí (Ponent) - Puig de Sant Pere (Centre) - Rafal Nou (Llevant) - Rafal Vell (Llevant) - Sa Casa Blanca (Llevant) - Sant Agustí (Ponent) - Sant Jaume (Centre) - Sant Jordi (Llevant) - Sant Nicolau (Centre) - Santa Catalina (Ponent) | - Secar de la Real (Llevant) - Son Anglada (Ponent) - Son Armadams (Ponent) - Son Canals (Llevant) - Son Cladera (Llevant) - Son Cotoner (Ponent) - Son Dameto (Ponent) - Son Dureta (Ponent) - Son Espanyol (Nord) - Son Espanyolet (Ponent) - Son Ferriol (Llevant) - Son Flor (Ponent) - Son Fortesa (nord) (Llevant) - Son Fortesa (sud) (Llevant) - Son Gotleu (Llevant) - Son Malferit (Llevant) - Son Oliva (Nord) - Son Peretó (Ponent) - Son Rapinya (Ponent) - Son Riera (Llevant) - Son Roca (Ponent) - Son Rul·lan (Llevant) - Son Sardina (Nord) - Son Serra-La Vileta (Ponent) - Son Vida (Ponent) - Son Xigala (Ponent) - Son Ximelis (Ponent) |

A fentieken kívül a következő területek is Palmához tartoznak:
- Aeroport (Llevant)
- Bellver (Ponent)
- Subarxipèlag de Cabrera (Centre)
- Zona portuària (Centre)

## Híres emberek

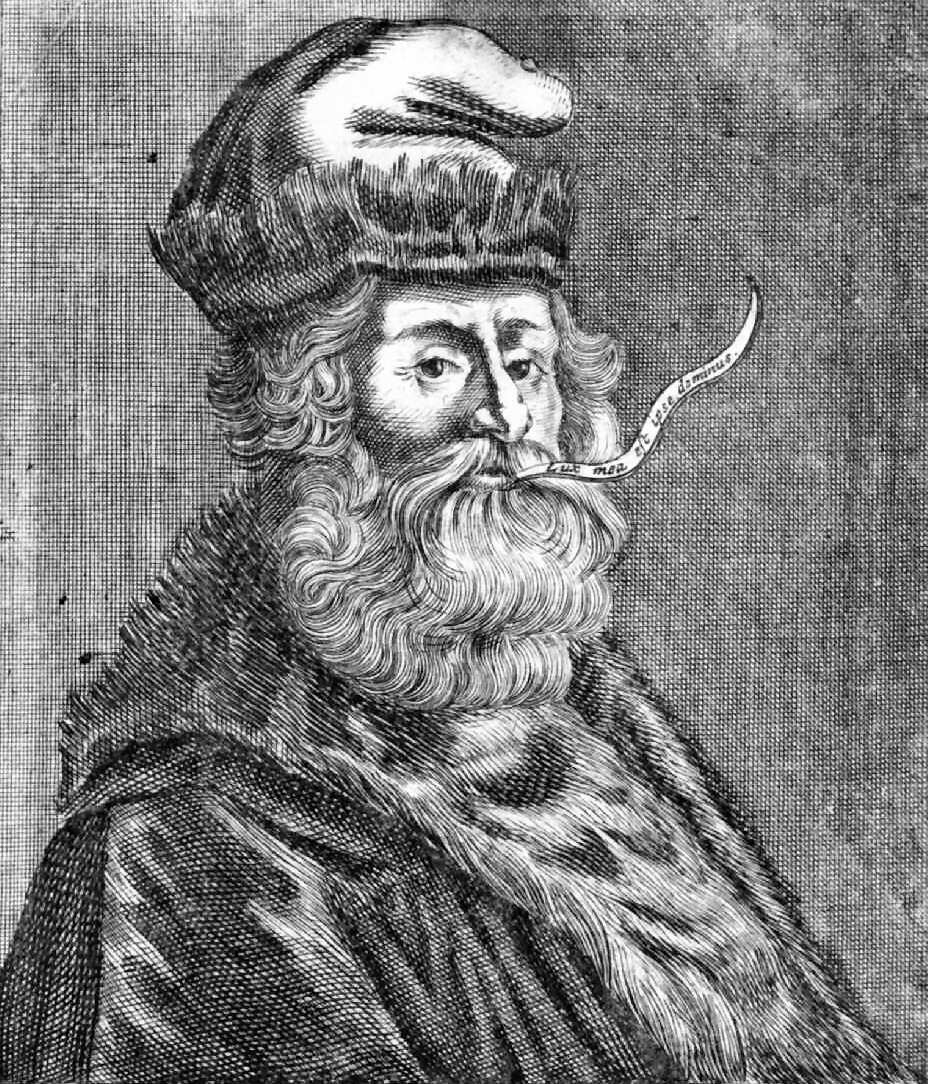
Ramon Llull

- Antonio Barceló (1717–1793), a spanyol armada admirálisa
- Ramon Llull (1232/1235–1315/1316) filozófus, teológus
- José Luis Martí Soler (1975) labdarúgó, edző
- Carlos Moyà (1976) teniszező
- Krisztina spanyol infánsnő (1965), Palma de Mallorca hercegnője 1997–2015 között
- Jorge Lorenzo (1987) motorkerékpár versenyző
- Alejo Sauras (1979) színművész
- David Castedo (1974) labdarúgó
- Rudy Fernández (1985) kosárlabdázó

### Érdekességek
Az 1972-es sakkvilágbajnokság zónaközi versenyét itt rendezték 1970 novembere és decembere között.
Itt alakult meg a Spanyolországban népszerű La Musicalitte nevű pop-rock zenekar